# British Museum

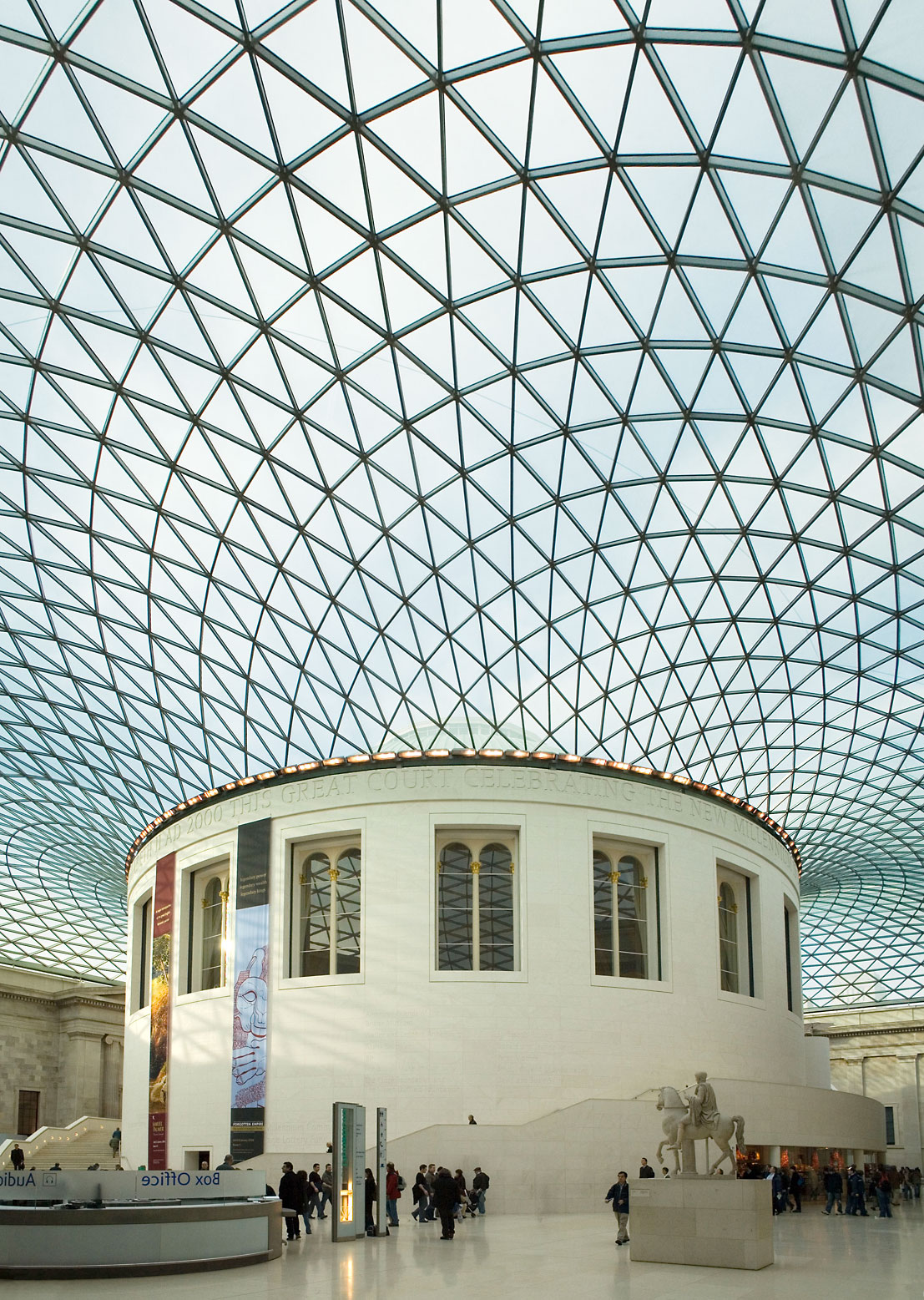
Great Court

Het British Museum is het nationale museum van het Verenigd Koninkrijk en bevindt zich in Great Russell Street in Londen. De verzameling kunstvoorwerpen behoort tot de grootste collecties ter wereld.
Jaarlijks bezoeken ruim 6 miljoen mensen het museum dat een uitgebreide collectie oudheden en uitzonderlijke kunstvoorwerpen uit oude en hedendaagse beschavingen bezit. De verzameling overbrugt meer dan een miljoen jaar geschiedenis van de mensheid en wordt gezien als een van de mooiste ter wereld. De oudste voorwerpen zijn stenen werktuigen uit de Oldowaanse periode (1.600.000 tot 700.000 v. C.), de meeste nieuwe munten; het grootste voorwerp is een 16 ton wegende poort met een gevleugelde stier uit Dur-Sharrukin, het kleinste een amper 0,002 gram wegend muntje uit Nepal.

## Geschiedenis
Het museum dankt zijn ontstaan aan Hans Sloane (1660-1753), die zijn grote verzameling kunstwerken en boeken aan de regering naliet. Om de verzameling voor de natie te kunnen bewaren bekrachtigde het parlement in 1753 de British Museum Act. Om de collectie, samen met de schenkingen van de familie Cotton en van de graven van Oxford, onder te kunnen brengen verzamelde men de nodige fondsen door een loterij te organiseren.
De beheerders van het museum kregen de opdracht er zorg voor te dragen de verzameling ‘in stand te houden, niet alleen voor de bezichtiging door en het amusement van de ontwikkelden en nieuwsgierigen maar ook voor algemeen gebruik en tot profijt van de gemeenschap’. De verzameling werd ondergebracht in Montagu House, gebouwd door P. Puget in 1686, en in 1759 officieel geopend. Nieuw was dat de instelling het bezit van de natie was en niet, zoals dit het geval was bij de belangrijkste buitenlandse collecties, van vorst, kerk of particulier.
De collectie werd door vele schenkingen en door aankoop sterk uitgebreid. In 1757 schonk George II The Old Royal Library. In 1778 opende men de Otaheite zaal die de wondere voorwerpen bevatte die de expeditie van James Cook uit de Stille Zuidzee had meegebracht.
In 1802 schonk George III naast de Steen van Rosetta belangrijke Egyptische oudheden; het parlement besloot in 1816 onder meer tot de aankoop van de beeldencollectie van Lord Elgin. In 1823 schonk George IV The Kings Library van zijn vader.
Al snel barstte Montagu House uit zijn voegen. In 1823 ontwierp Robert Smirke het huidige neoclassicistische museumgebouw (1823-1847). In 1854 werd, volgens een ontwerp van zijn broer Sydney, de ronde Reading Room van de bibliotheek gebouwd, met een van de grootste koepels ter wereld. Hoewel de British Library inmiddels is losgemaakt van het British Museum en in 1998 verhuisde naar een geheel nieuw, eigen onderkomen bij St Pancras, elders in Londen, werd besloten de Reading Room te behouden, op te nemen in een grote renovatie en vervolgens open te stellen voor het algemene publiek, hetgeen in het jaar 2000 dan ook geschiedde.
Er zijn plannen om een nieuw expositie- en conservatiecentrum te bouwen naar de plannen van architect Richard Rogers. Het is gepland naast het historische gebouw van het British Museum. Het zou deels bekostigd worden met een schenking van 30 miljoen euro door John Sainsbury.

## Collectie

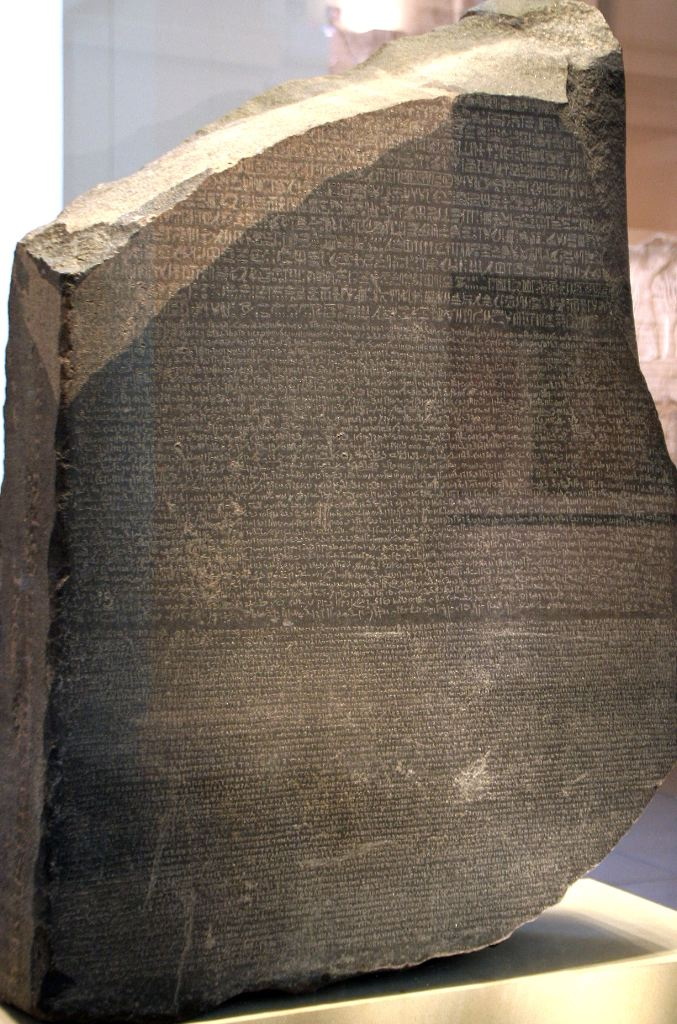
Steen van Rosetta

Momenteel herbergt het museum ongeveer dertien miljoen objecten, verreweg de meeste in depot.
In het museum bevinden zich boeken, vele kostbare originele handschriften (onder andere die van de Magna Carta en de Codex Alexandrinus), Egyptische reliëfs, Etruskische vazen, tekeningen, prenten, Egyptische, Assyrische, Griekse en Romeinse oudheden, beeldhouwwerk, sieraden, munten en penningen, voorwerpen uit de brons- en steentijd en uit de Middeleeuwen, maar ook 's werelds grootste verzameling postzegels.
De beroemde Elgin marbles en de Steen van Rosetta behoren tot de 4000 hoogtepunten van de collectie.
De toegang tot het museum is gratis, behalve voor bijzondere tentoonstellingen.

### Afdelingen
Het museum is onderverdeeld in verschillende afdelingen met kunst uit vele landen en werelddelen zoals onder andere uit:
- Prehistorie en Europa
- Nabije Oosten
- Egypte en Soedan
- Afrika, Australië en Amerika
- Munten en Medailles
- Boekdrukkunst

Zeer belangrijk vanuit kunsthistorisch standpunt is het "Department of Greece and Rome", een van de grootste verzamelingen van voorwerpen uit de Klassieke Oudheid met meer dan 100.000 objecten. Deze afdeling bevat collecties van Griekse, Hellenistische, oud-Italische, Etruskische en Romeinse oudheden en daarnaast ook materiaal uit Cyprus. De verzamelingen juwelen en bronzen, Griekse vazen en Romeins glas en zilver zijn van onschatbare waarde.

### Beroemde werken/objecten
Enkele beroemde stukken uit de collectie zijn onder andere:
- Elgin marbles uit het Parthenon
- Steen van Rosetta
- Egyptische mummies
- Stukken uit het Mausoleum van Halikarnassos
- Lindow Man
- Warren Cup
- Werken van Aurel Stein
- Werken van Albrecht Dürer
- Nabonid-Chronik
- Wandreliëfs uit paleizen in Ninive, Kalhu en Dur-Sharrukin
- Kyros-Zylinder
- Een groot deel van de historisch belangrijke Paston Letters
- Twee vergulde doodskisten van Henoetmehit